# Поцо Катена (Мантова)
Поцо Катена је насеље у Италији у округу Мантова, региону Ломбардија.
Према процени из 2011. у насељу је живело 210 становника. Насеље се налази на надморској висини од 158 м.